# 哥德堡新中央車站
哥德堡新中央車站（瑞典語：Centralen）是瑞典哥德堡一座正在興建的火車站，預計於2026年作為西部連接綫的一部份開通。此車站為於哥德堡市中心地區，毗鄰哥德堡中央車站及尼爾斯·愛立信總站。

## 建設

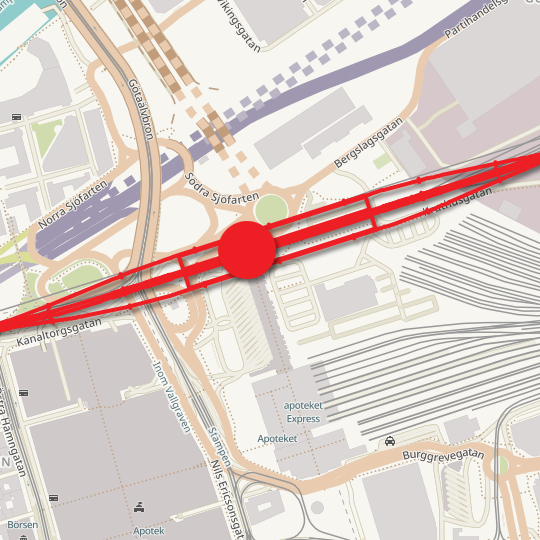
車站位置

哥德堡新中央車站是一個地下車站，位於現有哥德堡中央車站北側。該車站將設有兩個長250米、寬60米的月台以及四條軌道，位於地下約12米處。
車站興建項目由瑞典交通管理局主導，並由多家承包商進行工程。項目的建築許可於2021年1月批出，並於2024年開始興建。車站計畫於2026年作為終點站啟用，至2030年通過西線隧道與哈加站及庫石街站連接。
車站的設計旨在通過減輕哥德堡中央車站的壓力，並利用西線隧道的新雙軌系統，提升鐵路網絡容量，實現更高效的通勤交通。

## 車站建築
哥德堡新中央車站將設有三個主要入口。東側入口通往位於西約塔蘭地區大樓旁的新辦公大樓Park Central。西側入口包含兩個進出點，分別位於Nordstan和Lilla Bommen。最大且最顯眼的入口將位於Gothenburg Grand Central新大樓內。該車站及辦公大樓將通過尼爾斯·愛立信總站直接與現有的哥德堡中央車站連接。

### Gothenburg Grand Central
哥德堡新中央車站的三個主要入口中，最大的一個將位於Gothenburg Grand Central大樓內。Jernhusen為該大樓的唯一業主，它全額承擔了8.7億瑞典克朗的建設費用。車站建築由挪威的Reiulf Ramstad Arkitekter設計，並由PEAB承建。Gothenburg Grand Central大樓於2024年7月10日開始興建，預計分兩階段開放：第一階段與西部連接綫同步於2026年底啟用，第二階段則預計於2027年初完成。
Gothenburg Grand Central大樓總面積為1.5萬平方米，其中1400平方米將用於便利店和餐廳，另有8000平方米為辦公空間，可容納約700名員工。公共區域的天花板高度為8米。大樓屋頂將設有一個公園，旨在促進植物、昆蟲和鳥類的生物多樣性。該建築採用多種環境可持續解決方案，例如外牆將使用回收磚建造，預計將獲得BREEAM認證[20]。然而，該名稱公佈後，因其非瑞典語且被認為過於誇張而引發廣泛批評。

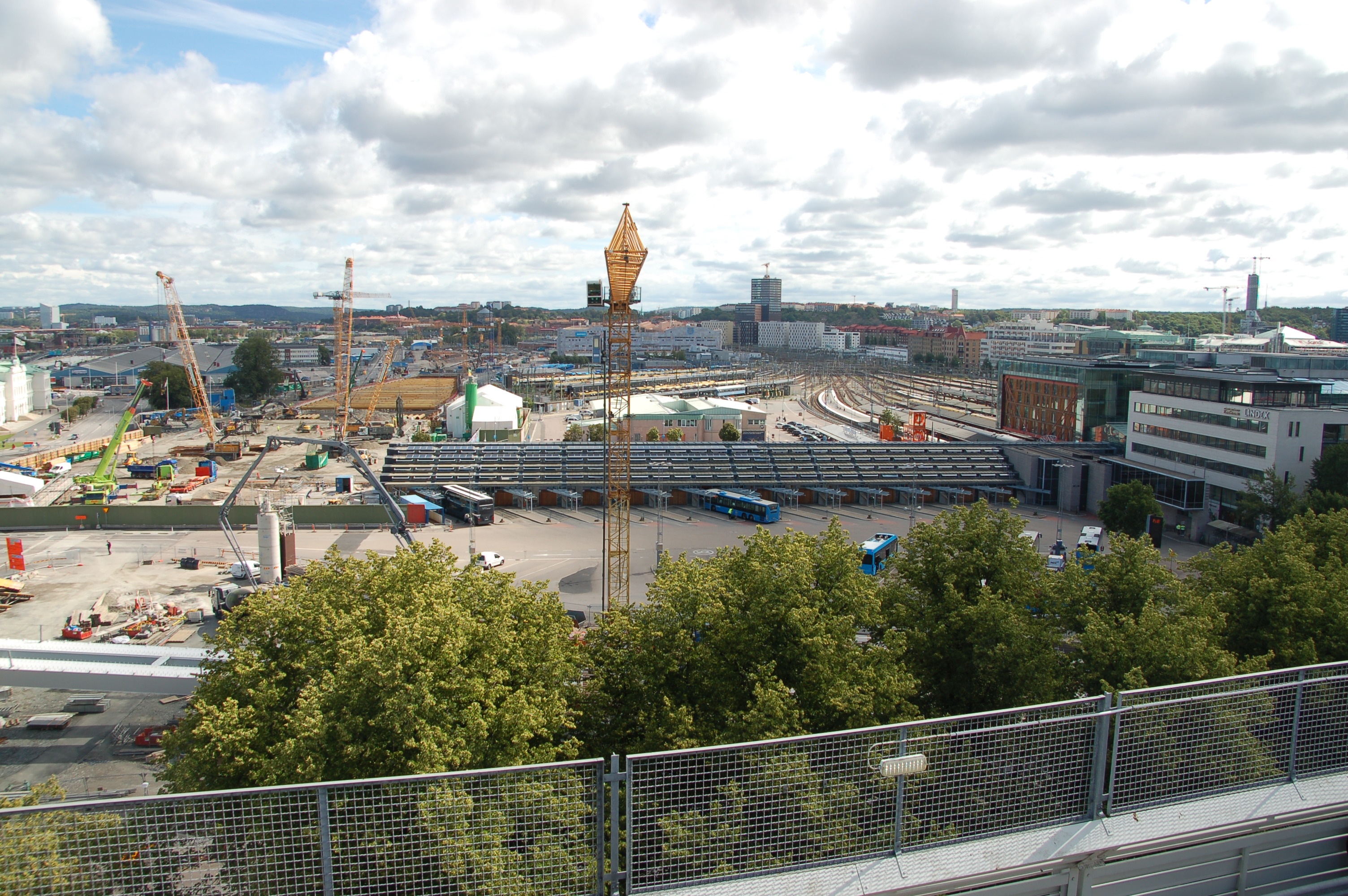
Gothenburg Grand Central入口將位尼爾斯·愛立信總站於的北側。